# Euphagus
Euphagus – rodzaj ptaków z podrodziny epoletników (Agelaiinae) w rodzinie kacykowatych (Icteridae).

## Zasięg występowania
Rodzaj obejmuje gatunki występujące w Ameryce Północnej.

## Morfologia
Długość ciała samców 23 cm, masa ciała 45,9–80,4 g; długość ciała samic 21 cm, masa ciała 47–76,5 g.

## Systematyka

### Etymologia
Euphagus: gr. ευ eu – „ładny, dobry”; rodzaj Scolecophagus Swainson, 1832.

### Podział systematyczny
Do rodzaju należą następujące gatunki:
- Euphagus carolinus (Statius Muller, 1776) – kacykarzyk karoliński
- Euphagus cyanocephalus (Wagler, 1829) – kacykarzyk purpurowy